# Jacek Wasilewski (socjolog)
Jacek Wasilewski (ur. 1945, zm. 25 czerwca 2025) – polski socjolog, profesor nauk humanistycznych, nauczyciel akademicki Instytutu Socjologii Uniwersytetu Jagiellońskiego oraz SWPS Uniwersytetu Humanistycznospołecznego.

## Życiorys
W 1977 roku doktoryzował się na Uniwersytecie Warszawskim. W 1990 roku uzyskał habilitację na Uniwersytecie Jagiellońskim, a w 2000 roku otrzymał tytuł profesura. 
Był wieloletnim pracownikiem Instytutu Socjologii Uniwersytetu Jagiellońskiego, w latach 80. jego wicedyrektorem.
Pracownik Instytutu Studiów Politycznych PAN.
Pod jego kierunkiem w 2003 roku stopień naukowy doktora uzyskał Mikołaj Cześnik.
Wieloletni redaktor naczelny czasopisma „Studia Socjologiczne”, członek polskich i międzynarodowych towarzystw naukowych, m.in. Polskiego Towarzystwa Socjologicznego i Międzynarodowego Towarzystwa Socjologicznego.

## Publikacje
Prace zwarte:
- Kariery społeczno-zawodowe dyrektorów. Wrocław-Warszawa 1981: Ossolineum
- Społeczne procesy rekrutacji regionalnej elity władzy. Wrocław-Warszawa 1990: Ossolineum.
- Początki parlamentarnej elity. Posłowie kontraktowego Sejmu. Red. J. Wasilewski i W. Wesołowski, Warszawa 1992, Wydawnictwo IFiS PAN
- Konsolidacja elit politycznych w Polsce 1991–93. Red. J. Wasilewski. Warszawa 1994: Instytut Studiów Politycznych PAN
- Zbiorowi aktorzy polskiej polityki. Red. J. Wasilewski. Warszawa 1997: Instytut Studiów Politycznych PAN
- Elita polityczna 1998. Red. J. Wasilewski. Warszawa 1999: Instytut Studiów Politycznych PAN
- Lessons in Democracy. Edited by E. Hauser & J. Wasilewski. Kraków-Rochester 1999: Jagiellonian University Press and University of Rochester Press
- The Second Generation of Democratic Elites in Central and Eastern Europe. Edited by J. Frentzel-Zagórska and J. Wasilewski. Warsaw 2000: Institute of Political Studies

Artykuły:
- J. Wasilewski, „The Patterns of Bureaucratic Elite Recruitment in Poland in the Seventies and Eighties”. Soviet Studies, 1990, vol. 42 No. 4.
- J. Wasilewski, „Polskie lata osiemdziesiąte w oczach Zachodu”, Kultura i Społeczeństwo, 1991, No.1: 91–101.
- J. Wasilewski, „Dilemmas and Controversies Concerning Leadership Recruitment in Eastern Europe”, [in:] P. Lewis-ed., Democracy and Civil Society in Eastern Europe, Macmillan, London 1992.
- J. Wasilewski, E. Wnuk-Lipiński, „Poland: A Winding Road from the Communist to Post-Solidarity Elite”, Theory and Society, 1995, vol. 24: 669–696.
- J. Wasilewski, „Elite Resarch in Poland: 1989–1995, [in:] H. Best, U. Becker, eds., Elites in Transition. Elite Research in Central and Eastern Europe. Leske+Budrich, Opladen 1997: 13–39.
- J. Wasilewski, „Hungary, Poland, and Russia: The Fate of Nomenklatura Elites”, [in:] M. Dogan & J. Higley, eds. Elites, Crises, and the Origins of Regimes. Boulder Co.: Rowman & Littlefield Publishers, 1998: 147–168.
- J. Wasilewski, „The Integration of the Polish Post-Transition Elite”, The Soviet and Post-Soviet Review, vol.26,1999, (1–2): 139–180.
- J. Wasilewski, „Three Elites of the Central-East European Democratization”, [in:] R. Markowski, E. Wnuk-Lipiński, eds., Transformative Paths in Central and Eastern Europe. Warsaw 2001. Ebert Foundation & Institute of Political Studies.
- J. Wasilewski, „Przewidywane zachowania wyborcze w referendum akcesyjnym i ich nieoczywiste determinanty”, Studia Socjologiczne 3/2002: 35–66
- J. Wasilewski, „Moralność elit politycznych”, [w:] Janusz Mariański, red., Kondycja moralna społeczeństwa polskiego, Komitet Socjologii PAN i Wydawnictwo WAM, Kraków 2002.